# Waldkirch SG
| SG ist das Kürzel für den Kanton St. Gallen in der Schweiz. Es wird verwendet, um Verwechslungen mit anderen Einträgen des Namens Waldkirch zu vermeiden. |

Waldkirch ist eine politische Gemeinde im Kanton St. Gallen. Sie befindet sich im Wahlkreis St. Gallen und besteht aus den Ortschaften Waldkirch und Bernhardzell.

## Geographie
Waldkirch grenzt an die Gemeinden Bischofszell, Hauptwil-Gottshaus, Niederbüren, Gossau, Andwil, Gaiserwald, Wittenbach und Häggenschwil. Es handelt sich um eine bäuerlich geprägte Gemeinde (63,8 % Landwirtschaftsflächen, 30 % der Arbeitsplätze im primären Sektor). Die Gemeinde besteht aus den Dörfern Waldkirch und Bernhardzell.
Ronwil, Edlischwil, Engi, Schöntal und Hohfirst sind als Weilerzonen ausgeschieden.

## Geschichte

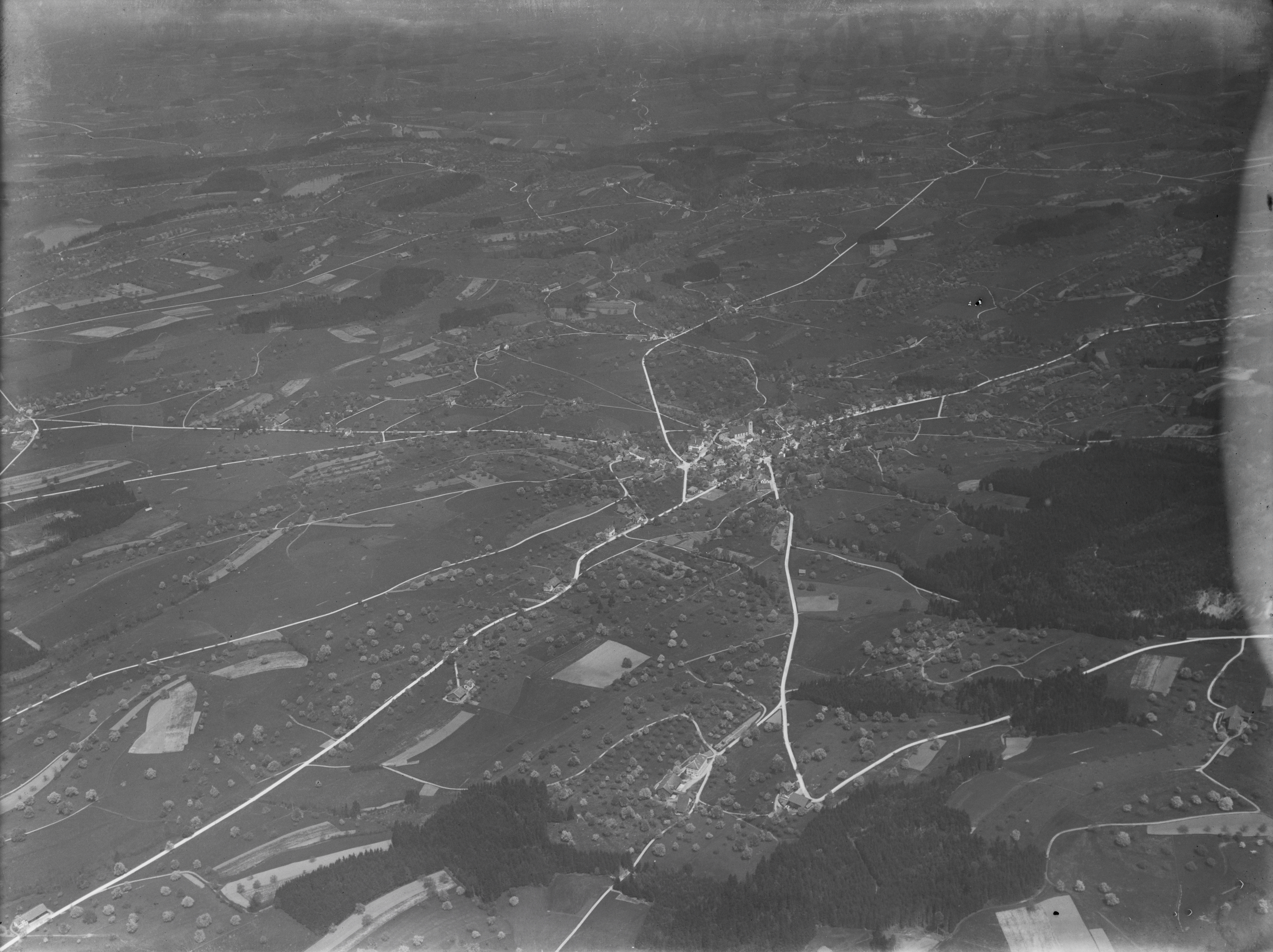
Luftbild aus 1000 m Höhe von Walter Mittelholzer (1919)

Waldkirch wurde 879 erstmals erwähnt als Waldchirichun marcho. 1831 wurde in Widenhueb ein grosser römischer Fund aus rund 6000 Münzen aus der Zeit 70 bis 256 n. Chr. entdeckt. Die Gegend war vermutlich ab dem Frühmittelalter besiedelt. Im Sorntal trat ein alemannisches Reihengrab aus dem 7. Jahrhundert zutage. Waldkirch war Grundbesitz des Klosters St. Gallen. 1277/78 kam es in den Einflussbereich der Herren von Ramschwag, konnte aber von der Fürstabtei St. Gallen bis 1462 zurückgewonnen werden und wurde als Gericht Waldkirch (Offnung 1469) Teil des Oberbergeramts in der Alten Landschaft. In den Appenzeller Kriegen verbündeten sich Waldkirch und Bernhardzell 1401 mit den Appenzellern und der Stadt St. Gallen, worauf die beiden Orte 1403 niedergebrannt wurden. Die Bevölkerung beteiligte sich wiederholt an Volksbewegungen gegen die fürstäbtische Herrschaft. 1489 wurde in Waldkirch eine Landsgemeinde abgehalten, die sogenannte Waldkircher Allianz. 1528 erfolgte die Einführung der Reformation. Ab 1532 wurde die fürstäbtische Herrschaft wiederhergestellt. Waldkirch beteiligte sich an der revolutionären Bewegung des Fürstenlands.
Die vermutlich im 9. Jahrhundert erbaute katholische Pfarrkirche St. Blasius wurde 1720 bis 1722 erweitert, 1783 innen neu gestaltet und 1989 bis 1991 vollständig restauriert. 1803 wurde Waldkirch zusammen mit Bernhardzell eine politische Gemeinde des neuen Kantons St. Gallen und gehörte bis zur Neuorganisation des Kantons zum Bezirk Gossau. 1872 verzichtete die Gemeinde auf einen Anschluss an die Nordostbahn Gossau–Bischofszell.
1361 wird in Waldkirch eine Mühle erwähnt. In der noch zu Beginn des 21. Jahrhunderts ländlich geprägten Gemeinde herrschte bis ins 18. Jahrhundert Ackerbau vor, später dominierte der Obstbau und ab der zweiten Hälfte des 19. Jahrhunderts die Milchwirtschaft. 1993 bestanden elf Käsereien. Die im 19. Jahrhundert aufkommende, in Heimarbeit betriebene Textilindustrie verlor ihre Bedeutung nach der Wende zum 20. Jahrhundert. 1823 erfolgte die Gründung der Spinnerei Sorntal, deren Nachfolgebetrieb 1969 eingestellt wurde. Nach dem Zweiten Weltkrieg setzte erneut ein wirtschaftlicher Aufschwung mit vermehrter Bautätigkeit ein.

## Bevölkerung
| Jahr      | 1850  | 1900  | 1950  | 1980  | 2000  | 2010  | 2019  |
| Einwohner | 2601  | 2764  | 2556  | 2622  | 3040  | 3340  | 3533  |
| Quelle    | [ 6 ] | [ 6 ] | [ 6 ] | [ 6 ] | [ 6 ] | [ 7 ] | [ 7 ] |

Am 1. Juli 2022 hatte die Ortschaft Waldkirch 2876 Einwohner.

## Politik und Schule
Waldkirch ist seit dem 1. Januar 2011 eine Einheitsgemeinde, die aus der Fusion der Schulgemeinden Waldkirch und Bernhardzell sowie der Oberstufenschulgemeinde Waldkirch-Bernhardzell und der politischen Gemeinde Waldkirch entstand.
Nach wie vor besitzen die beiden Dörfer ihre eigene Primarschule. In Waldkirch selbst steht das Oberstufenzentrum für die ganze Gemeinde. Die amtlichen Bekanntmachungen erfolgen im Mitteilungsblatt der politischen Gemeinde Waldkirch «WaldkirchAktuell».

## Religion

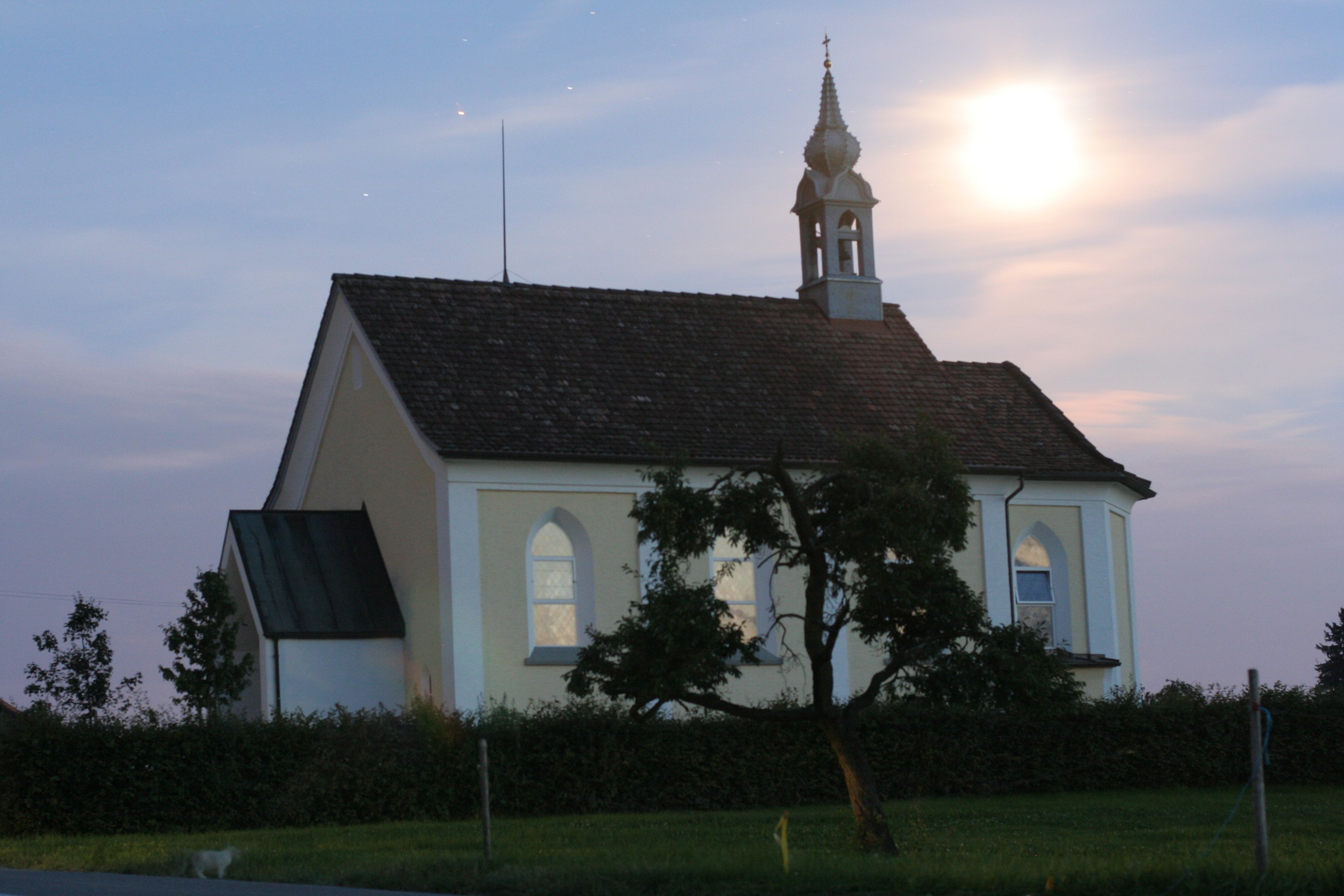
Kapelle Maria-Hilf im Oberwald an der Landstrasse St. Gallen-Engelburg-Waldkirch

Waldkirch und Bernhardzell sind katholisch und besitzen eigene Kirchen. Diese werden von der Katholischen Kirchgemeinde Waldkirch und der Katholischen Kirchgemeinde Bernhardzell getragen.

## Verkehr
Im Westen der Gemeinde führt die Eisenbahn von Gossau nach Bischofszell über Gemeindegebiet, es gibt jedoch keinen Bahnhof. Die Gemeinde wird durch das Strassennetz erschlossen; es gibt Postautoverbindungen nach Wittenbach, Gossau und Engelburg.
In Waldkirch steht eines der ersten Hotels ohne Personal.

## Sehenswürdigkeiten

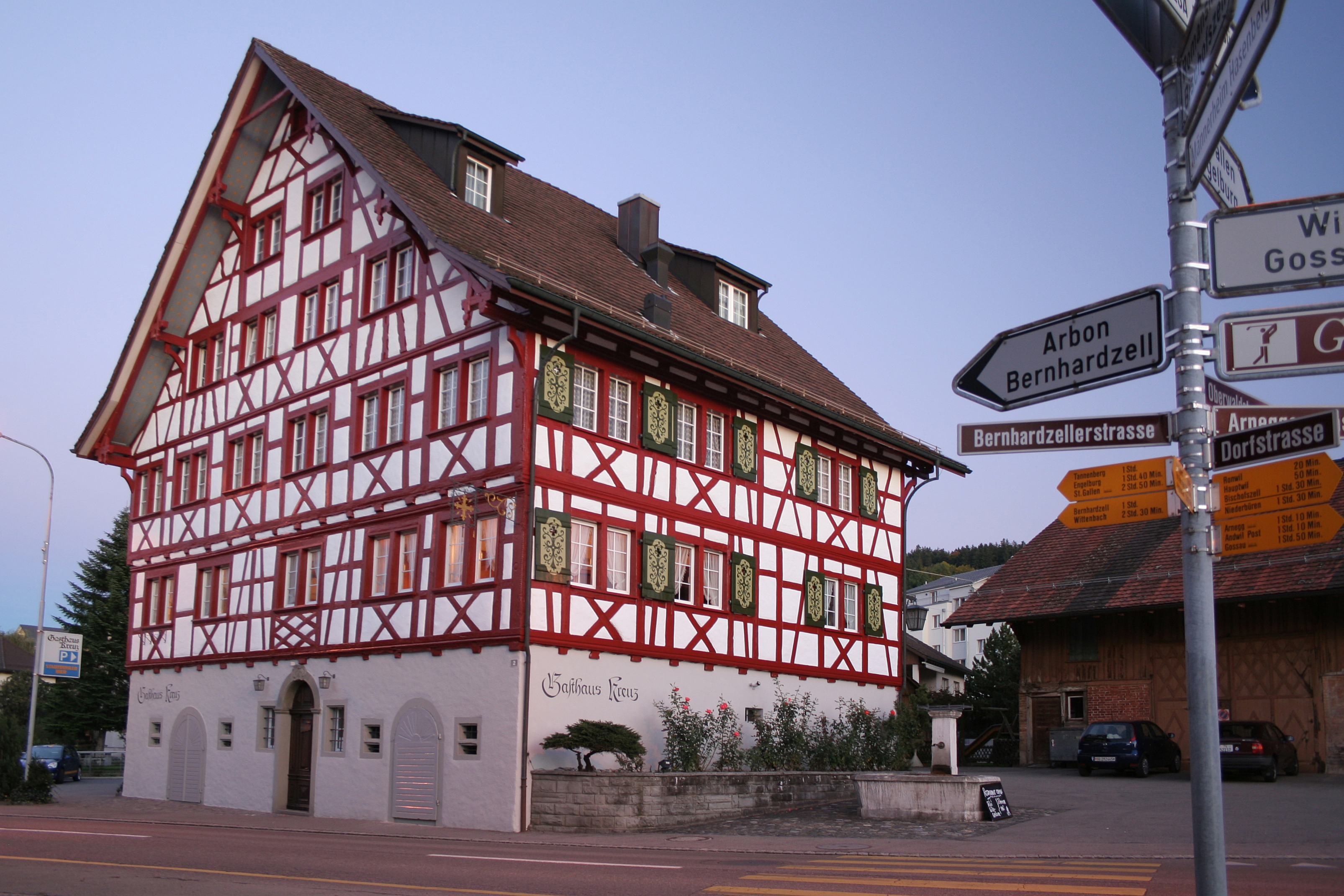
Gasthof Kreuz an Waldkirchs Dorfkreuzung

- Katholische Pfarrkirche St. Johannes Baptist (erbaut von Johann Ferdinand Beer) in Bernhardzell[10]

## Sport
Verschiedene Sportvereine tragen zu einem aktiven Dorfleben in Waldkirch bei:
- TSV Waldkirch: Faustball, Volleyball, Breitensport, Polysport, Jugendriege.
- UHC Waldkirch-St. Gallen: Unihockey (Spitzensport, Breitensport und Junioren)
- FC Waldkirch-Bernhardzell 1997: Fussball (Breitensport und Junioren)
- SZC Waldkirch: Seilziehen

## Söhne und Töchter
- Reto Caslano (Pseudonym von Gino Gschwend) (1937–2003), Dichterarzt
- Hans Hengartner (* 1944), Immunologe
- Cristian Jakob Krapf (* 1936 in Bernhardzell), Altbischof von Jequié in Brasilien
- Peter Morant (1901–1974), katholischer Theologe
- Edwin Somm (* 1933), Manager
- Christian Waber (* 1948), Politiker
- Bertram Víctor Wick Enzler (* 1955), Bischof von Santo Domingo de los Colorados in Ecuador